# Haig Tiriakian
Haig (Hratsch) Tiriakian (armenisch Հայկ (Հրաչ) Թիրեաքեան; * 1871 in Trabzon; † 1915 in Ankara) war ein armenischer Politiker und Verleger. Tiriakian spielte als Mitglied der Armenischen Revolutionären Föderation eine wichtige Rolle bei der Besetzung der Ottomanischen Bank 1896. Er führte ein aktives Leben in armenischen Politikangelegenheiten und wurde während des Völkermords an den Armeniern ab 1915 getötet.

## Leben
1893 ging der aus Trabzon stammende Haig (Hratsch) Tiriakian nach Nancy, Frankreich, wo er bis 1896 Landwirtschaft studierte. Während seiner Zeit in Europa trat Tiriakian der Armenischen Revolutionären Föderation (ARF) bei, wo seine erste Aufgabe darin bestand, den Überfall auf die Ottomanische Bank zu planen.
Die Besetzung wurde geplant, um die Aufmerksamkeit der europäischen Großmächte auf die Massaker an den Armeniern 1894–1896 zu ziehen; die Bank hatte größtenteils westeuropäisches Personal aus Großbritannien und Frankreich. Angesichts der Untätigkeit Westeuropas in Bezug auf die Massaker sahen die ARF-Mitglieder einen Überfall als den besten Weg, die volle Aufmerksamkeit zu erlangen. Zur Planung des Banküberfalls besuchte Tiriakian verschiedene Länder. Tiriakian schloss sich Armen Garo und Papken Süni an und nahm persönlich an der Bankbesetzung teil. Tiriakian beschreibt das Ereignis wie folgt:

„6 Leute waren ausreichend, um mit dem Vorgang zu beginnen. Wir machten uns mit Säcken voll mit Bomben und Pistolen in unseren Händen auf. Die Bomben lieferten unglaubliche Ergebnisse; sie töteten nicht sofort, rissen aber ihr Fleisch auseinander, und ließen sie in Schmerz und Agonie winden. Wir gingen mit Garo zum Büro des Präsidenten und schrieben unsere Bedingungen nieder. Wir verlangten, dass die Großmächte unsere Wünsche erfüllen, damit diejenigen, die an dieser Auseinandersetzung teilnahmen, befreit werden; falls nicht, würden wir die Bank zusammen mit uns selbst hochjagen. 3 starben, 6 unserer Freunde wurden verwundet. Die Verluste unserer Feinde waren auch schwerwiegend.“

Nach dem Überfall gehörte Tiriakian zu denjenigen, die ins Exil ausreisen durften, er wurde nach Marseille verschifft. Im Exil nahm Tiriakian am Zweiten Allgemeinen Kongress der Armenischen Revolutionären Föderation 1898 in Tiflis, Georgien, teil. Dort wurde er zum Verantwortlichen für die Region Kilikien ernannt. Nach einer kurzen Reise nach Alexandria, Ägypten kehrte er heimlich in das Osmanische Reich zurück, um Geld von wohlhabenden Armeniern zu sammeln und damit die armenische Befreiungsbewegung zu finanzieren. Da die osmanischen Behörden einen Haftbefehl gegen ihn erlassen hatten, wurde er gefangen genommen und zu einer lebenslangen Haftstrafe in Bodrum verurteilt. Nach der Jungtürkischen Revolution 1908 wurde Tiriakian amnestiert und kehrte nach Istanbul zurück. Dort wurde er Verleger und Manager der armenischen Zeitung Azadamard.

## Tod
Haig Tiriakian wurde im Zuge der Massenverhaftung armenischer Intellektueller am 24. April 1915 zum Opfer des Völkermords an den Armeniern. Er wurde festgenommen und nach Çankırı bzw. Ayaş deportiert, eine Ortschaft in den inneren Provinzen des Osmanischen Reiches. Nachdem er erfuhr, dass ein anderer Haig Tiriakian in Ayaş festgehalten wurde, verlangte er die Freilassung seines Namensvetters und seine eigene Deportation von Çankırı nach Ayaş. Er wurde später in einem Vorort von Ankara umgebracht.